# 1497 az irodalomban
Az 1497. év az irodalomban.

## Születések
- február 16. – Philipp Melanchthon német humanista, teológus, reformátor, Luther Márton munkatársa; Apologia címen az Ágostai hitvallás (latinul Confessio Augustana) tételeinek megfogalmazója († 1560)
- 1497 – Francesco Berni itáliai költő, író († 1535)

## Halálozások
- 1497 – Aurelio Brandolini Lippo humanista rétor, ágoston-rendi szerzetes, Mátyás király humanista kíséretének tagja (* 1449 körül)
- 1497 körül – Galeotto Marzio itáliai humanista, Janus Pannonius ferrarai és padovai tanulótársa, legjobb barátja (* 1427)